# Alexander Imich
Alexander Imich (Czestochowa, 4 februari 1903 – New York, 8 juni 2014) was een Pools-Amerikaans wetenschapper van Joodse afkomst, en was sinds 24 april 2014 de oudste erkende levende man ter wereld.
Imich werd geboren in Polen. In 1918 vocht hij mee tegen de bolsjewieken in Rusland. Hij studeerde zoölogie aan de universiteit van Krakow en behaalde zijn diploma in 1929. Omdat hier echter geen werk in te vinden was, stapte hij over naar chemie. In de Tweede Wereldoorlog vluchtte hij samen met zijn vrouw naar Białystok. Ze werden later in die oorlog opgepakt en naar een werkkamp gevoerd. Omdat hij en zijn vrouw weigerden de Russische nationaliteit aan te nemen, emigreerden ze in 1952 uiteindelijk naar de Verenigde Staten.
In 1986 overleed zijn echtgenote. Sindsdien nam hij zijn interesse voor de parapsychologie weer op. In 1999 opende hij het Anomalous Phenomena Research Center in New York, waarvan hij tot zijn dood in 2014 als 111-jarige nog steeds directeur was.